# セイコウチョウ
セイコウチョウ 青紅鳥、（学名：Erythrura prasina）は、スズメ目カエデチョウ科に分類される鳥類。
分布　日本　東南アジア　オーストラリア